# Bunker
För andra betydelser, se Bunker (olika betydelser).

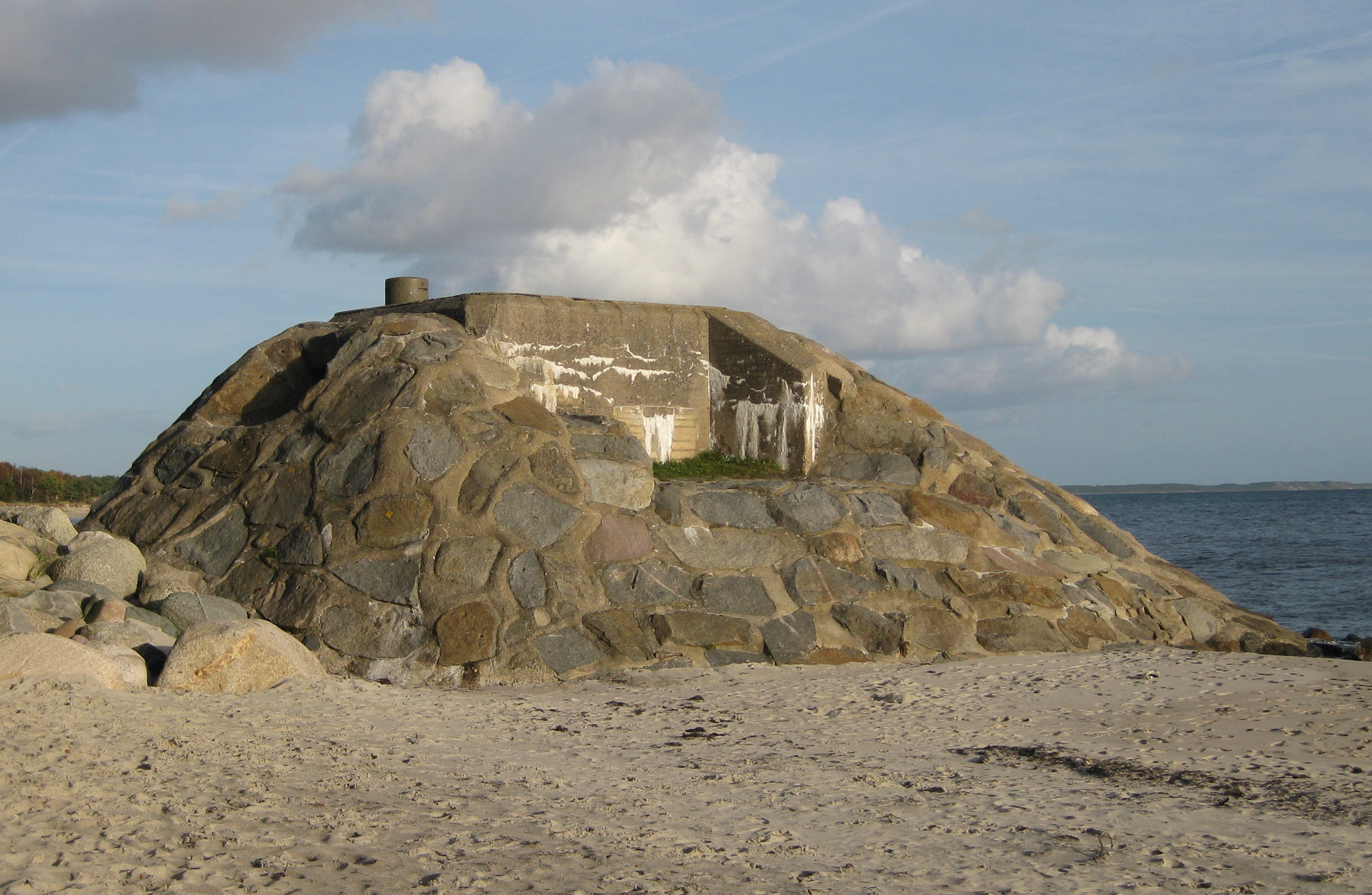
Förseglad bunker i Ystad sandskog

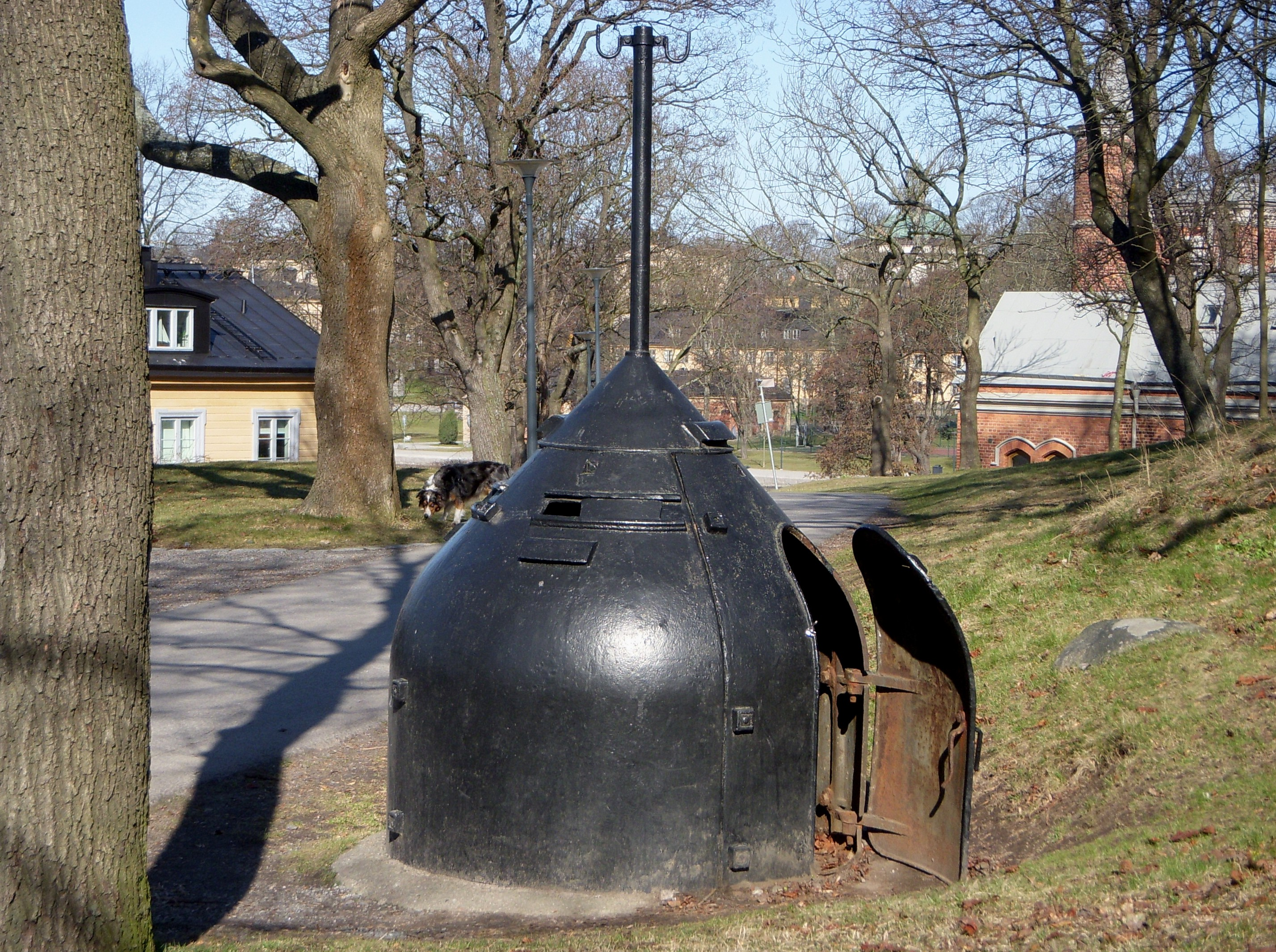
Enmansvärn av gjutjärn på Kastellholmen i centrala Stockholm.

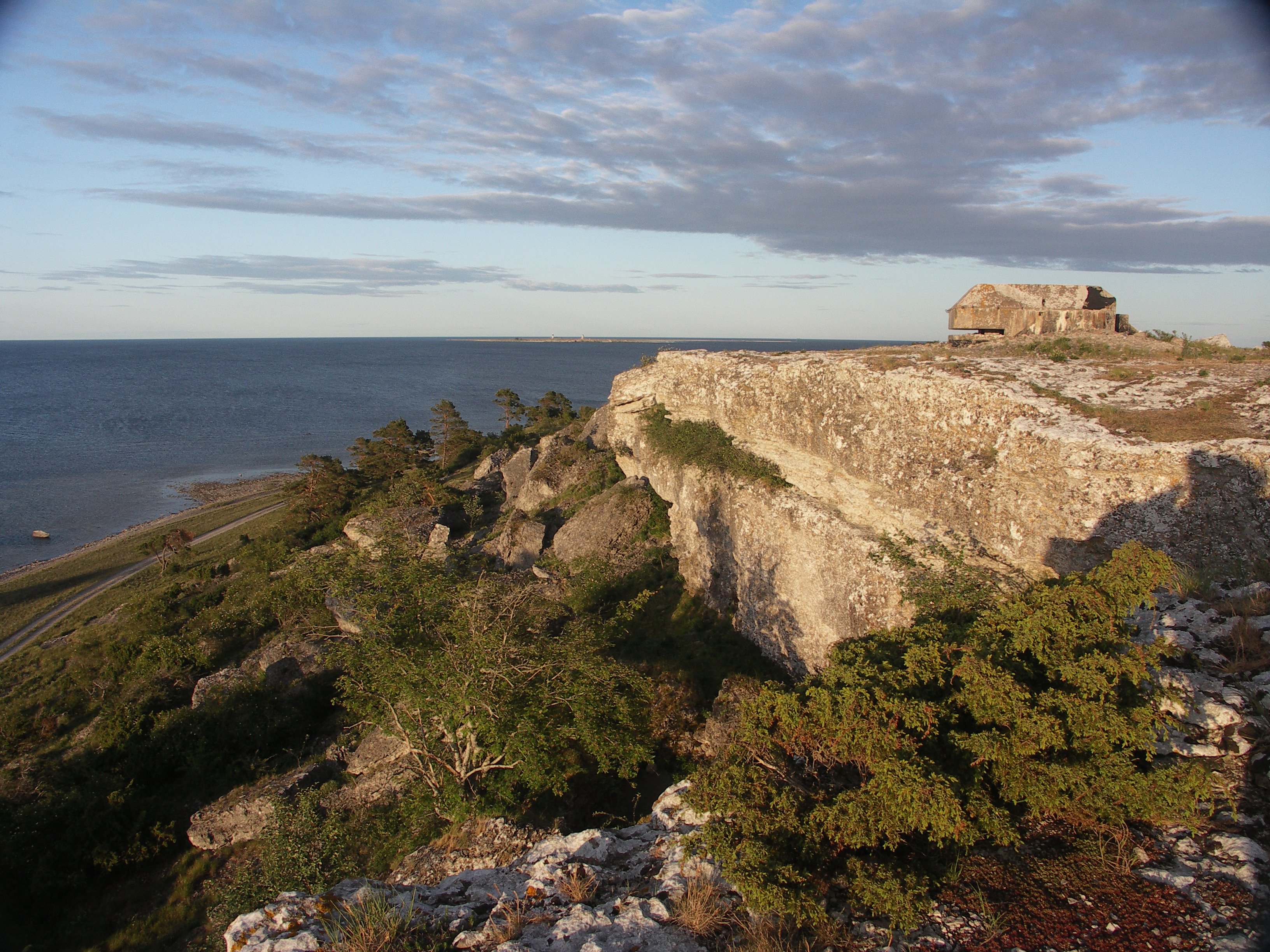
Observationsvärn på Grogarnsberget, Gotland

En bunker är ett starkt, täckt stridsvärn av jord eller betong och en mindre befästning som i stridsverksamhet skall underlätta eldgivning, observation eller stridsledning. Stridsvärn är den korrekta svenska benämningen, men vanligtvis heter anläggningen ofta bunker.
På svenska är bunker ett vidare begrepp, som dels omfattar täckta stridsvärn men även skyddsrum och större försvarsanläggningar som ubåtsbunkrar.
Stridsvärn är ett samlingsbegrepp och anläggningarna har olika benämning beroende på vad de skall skydda, till exempel pjäsvärn för artilleripjäser. Från och med sent 1800-tal kommer betong och järn in som byggnadsmaterial. Stridsvärnet, eller bunkern, är således en sen form av stridsvärn och kan vara anpassade för till exempel observationer eller artilleripjäser.
Så beskrivs en bunker i boken ”Från borg till bunker” från Riksantikvarieämbetet 1993: "En bunker, eller värn som de också kallas, är alltså ett stridsvärn uppfört i armerad betong och tekniskt anpassad för sin uppgift. Så har till exempel ett kanonvärn en större embrassyr (skottglugg), än ett kulsprutevärn. Ett kulsprutevärn har oftast mer än en embrassyr. Ett observationsvärn har smala siktspringor genom vilka observationen kan ske. Ett luftvärnsvärn har skyddet i sida, och är helt öppet uppåt."
Bland de svenska militära värnen, eller bunkrarna, kan följande grundmodeller urskiljas:
- Kulsprutevärn
- Pansarvärnskanonvärn
- Kanonvärn
- Observationsvärn
- Minstationer
- Kustartillerivärn

Värn som inte är täckta kan vara skyttevärn, luftvärnsställning och granatkastarställning.
Utöver dessa, mer eller mindre standardiserade värn och anläggningar finns en uppsjö av ”skräddarsydda” konstruktioner. Ledningsplatser, förrådsanläggningar, minstationer, mätstationer och stadsvärn. Svenska värn, eller stridsvärn, det som utomlands ofta kallas bunker, är små i jämförelse med sina europeiska ”kollegor”. Värnen, eller forten, i till exempel Maginotlinjen och Atlantvallen var jättelika anläggningar. Även de enskilda bunkrarna var mycket stora i förhållande till ett svenskt kulsprutevärn.
Ordet "bunker", i denna betydelse, är belagt i svenska språket sedan 1941 och kommer från engelskan där ordet har samma betydelse.

## Galleri

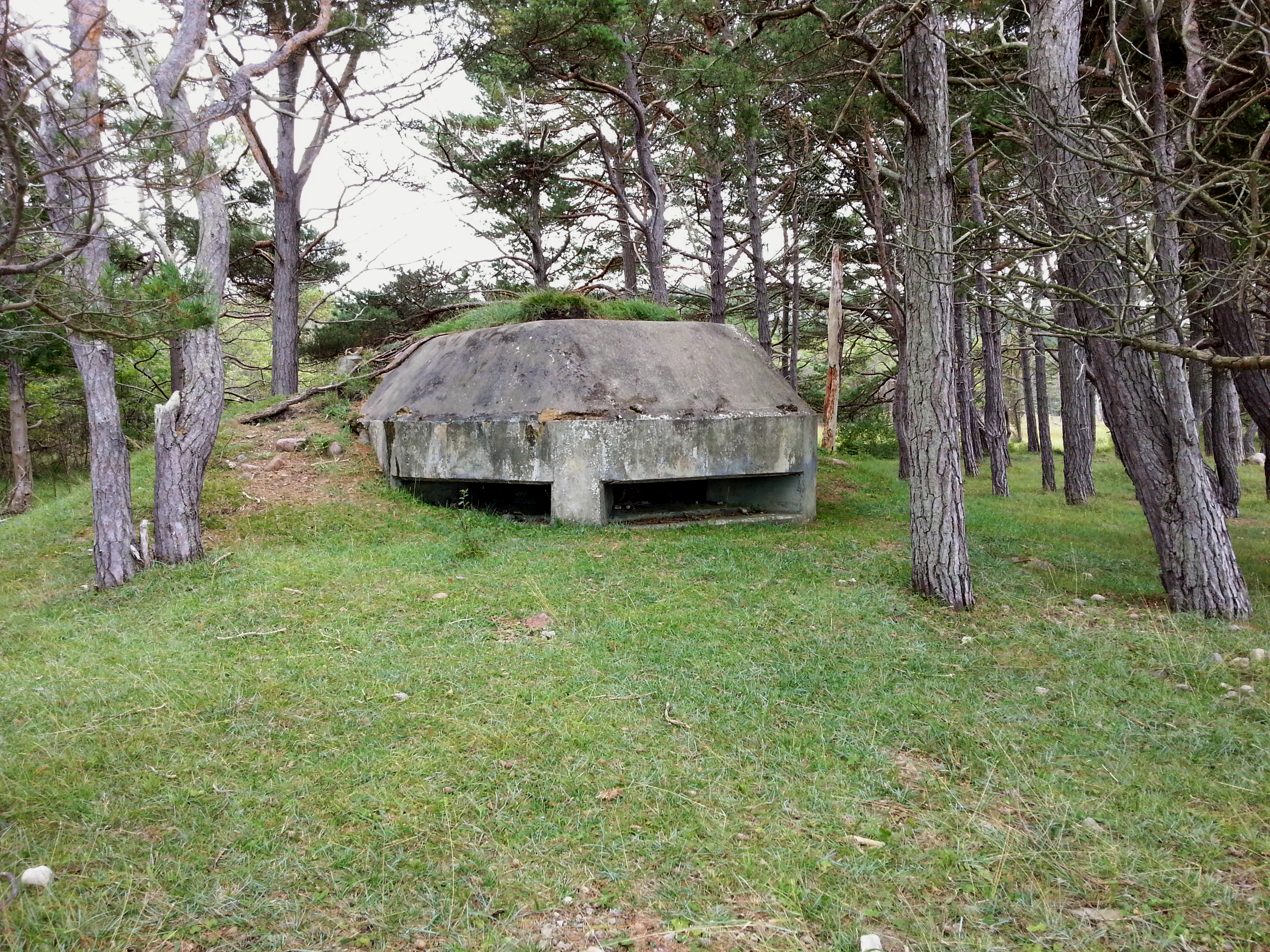
Bunker från andra världskriget, Brucebo, Gotland.
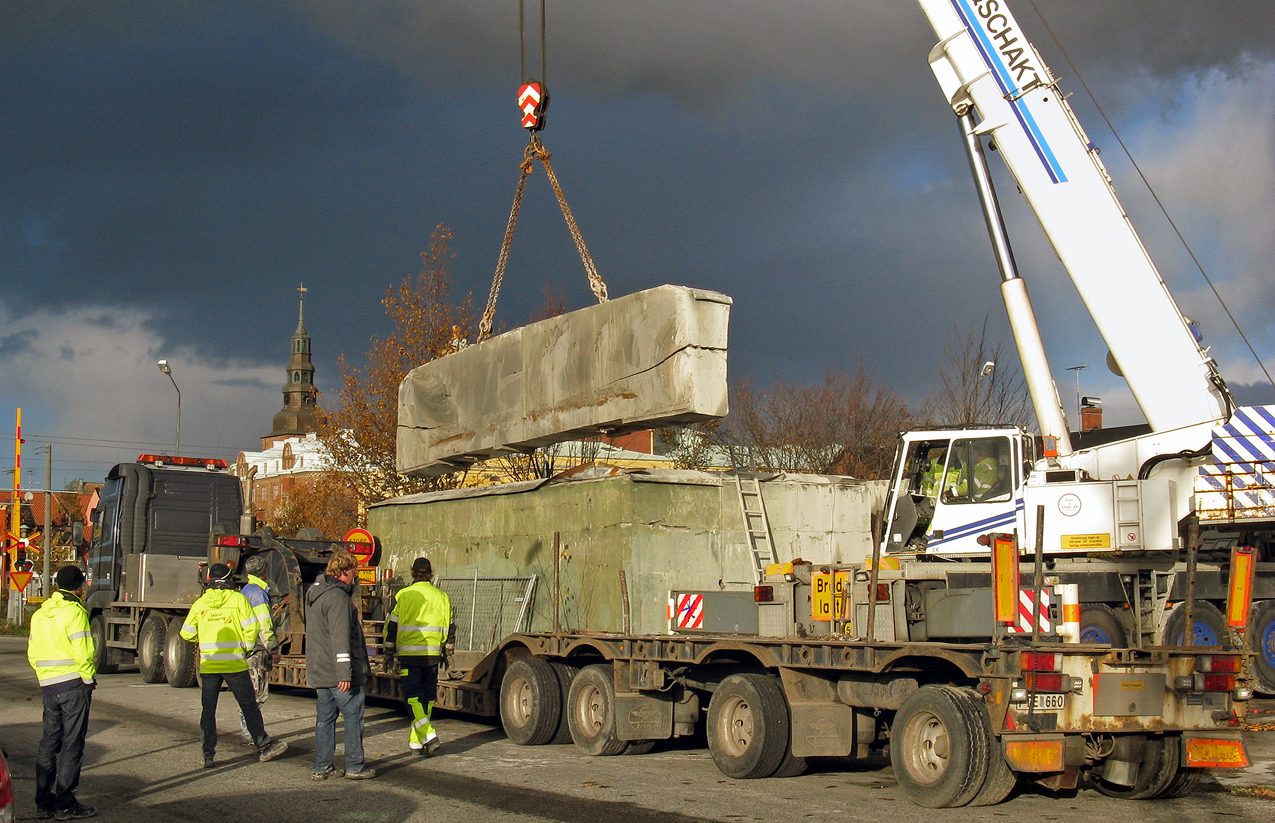
Bunker demonteras Ystad 2010.
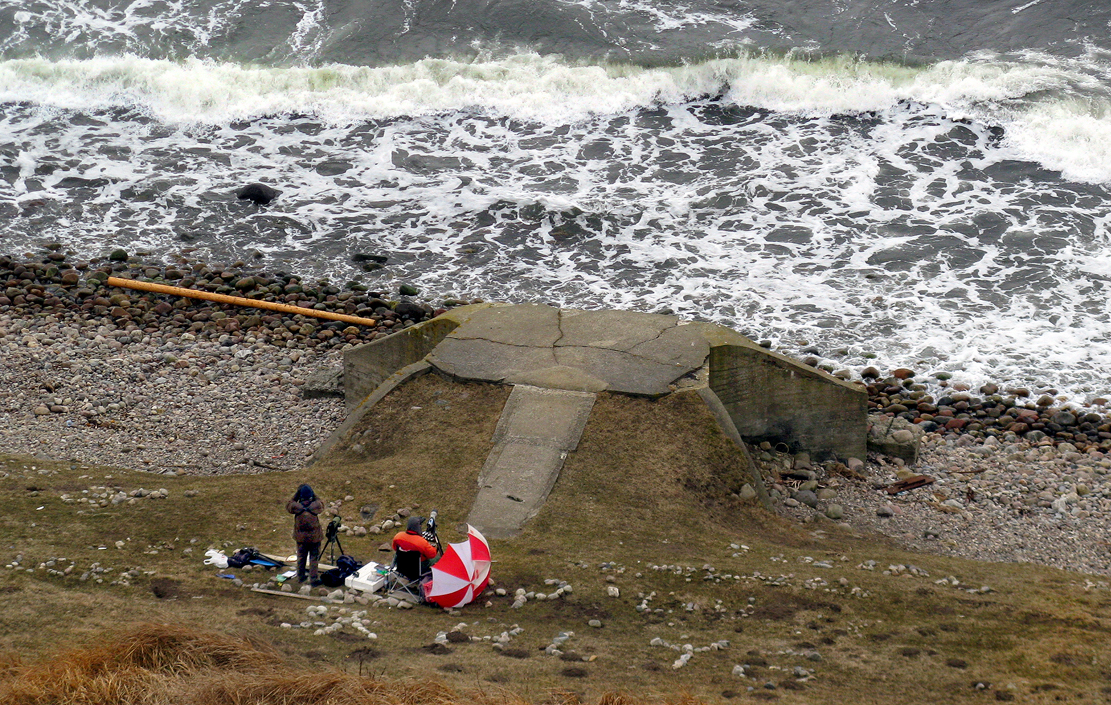
Bunker vid Kåseberga 2011.
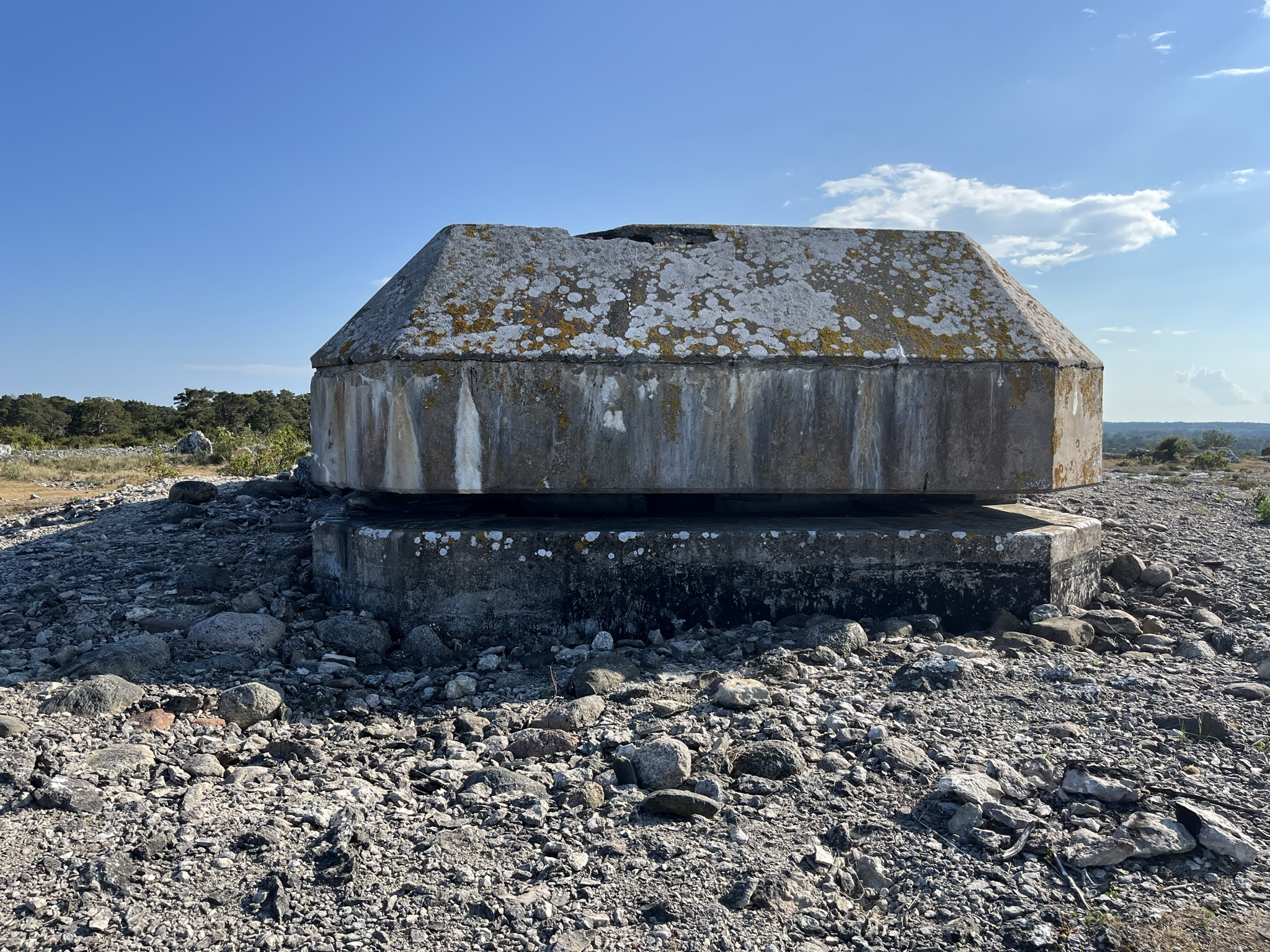
Observationsvärn på Grogarnsberget, Gotland.
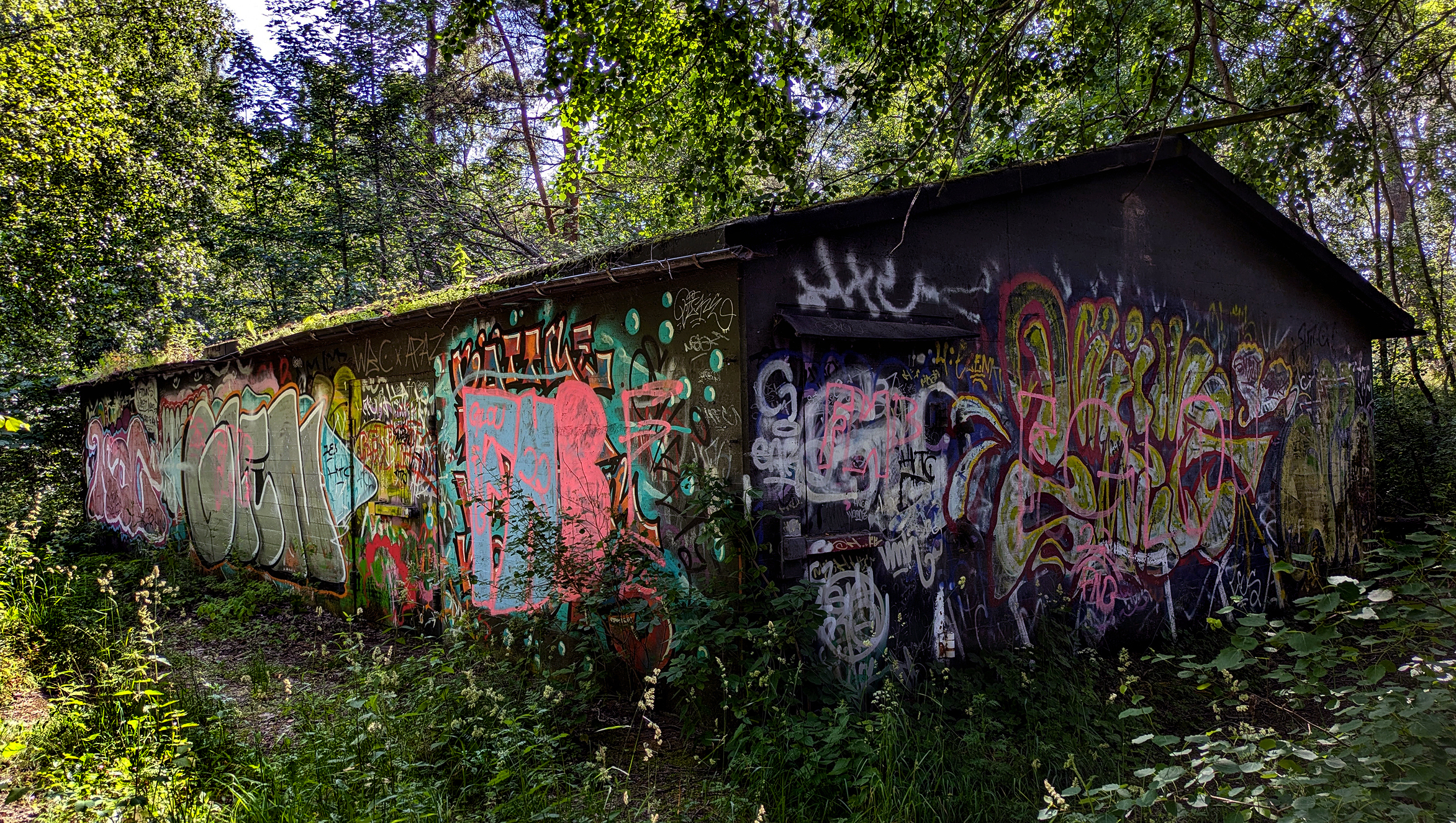
En gammal ammunitions bunker i Ystads Sandskog.